# Andrena erberi
Andrena erberi är en biart som beskrevs av Morawitz 1871. Andrena erberi ingår i släktet sandbin, och familjen grävbin. Inga underarter finns listade i Catalogue of Life.